# Charles Devendeville
Charles Désiré Devendeville riportato anche come de Vendeville (Lesquin, 8 marzo 1882 – Reims, 19 settembre 1914) è stato un nuotatore e pallanuotista francese.

## Carriera
Partecipò alle gare di nuoto della II Olimpiade di Parigi del 1900 e vinse una medaglia d'oro nel nuoto subacqueo, che si basava sia sulla distanza percorsa sott'acqua, sia sul numero di secondi in apnea. Prese parte, con la squadra dei Tritons Lillois, al torneo olimpico di pallanuoto, venendo sconfitti al primo turno dal Osborne Swimming Club di Manchester per 12-0.

## Palmarès
- Oro ai Giochi olimpici di Parigi 1900 nel nuoto subacqueo